# Царство Цзінань
Цзінань (спрощ.: 荆南; кит. трад.: 荊南; піньїнь: Jīngnán) — держава, що виникла після падіння Пізня Лян. Ця династія керувалася ванами з роду Ґао. Правління цієї династії тривало 39 років. Була повалена династією Сун у 963 році.

## Історія
Засновником держави став цзєдуши Ґао Цзісіна, якого у 907 році було призначено на цю посаду імператором Чжу Венєм з династії Пізня Лян. З ослабленням останньої Ґао ставав дедалі більш незалежним. Невдовзі після повалення Пізньої Лян він оголосив про утворення власної держави під назвою Наньпін (згодом названа Цзінань).
Вани Цзінані намагалися дипломатичними заходами запобігти війні з сусідніми державами. Водночас безпеці цієї держави сприяло вигідне становище, завдяки чому через Цзінань йшли найважливіші торгівельні шляхи з півночі на південь Китаю.
Втім, коли до кордонів держави підійшла армія Сун, ван Ґао Цзічун не наважився на тривалий спротив без підтримки союзників. Тому він здався сунським військовикам. Цим завершилася історія Цзінані.